# Calliaster erucaradiatus
Calliaster erucaradiatus är en sjöstjärneart som beskrevs av Livingstone 1936. Calliaster erucaradiatus ingår i släktet Calliaster och familjen ledsjöstjärnor. Inga underarter finns listade i Catalogue of Life.